# Thomas Himmelfreundpointner
Thomas Himmelfreundpointner (* 22. Dezember 1987) ist ein österreichischer Fußballspieler.

## Karriere
Himmelfreundpointner begann seine Karriere beim SV Losenstein, bei dem er später auch in der Kampfmannschaft spielte. Zur Saison 2007/08 wechselte er zum Ligakonkurrenten in der sechstklassigen Bezirksliga, dem ATSV Neuzeug.
2009 schloss er sich dem viertklassigen SV Sierning an. Im August 2009 debütierte er in der OÖ Liga, als er am ersten Spieltag der Saison 2009/10 gegen den SV Bad Schallerbach in der Startelf stand. In jenem Spiel, das Sierning 2:0 gewann, erzielte Himmelfreundpointner zudem den Treffer zum zwischenzeitlichen 1:0.
In seinen drei Jahren bei Sierning kam er zu 75 Einsätzen in der OÖ Liga, in denen er 14 Tore machte. Zur Saison 2012/13 wechselte er zum Regionalligisten Union St. Florian. Sein erstes Spiel in der Regionalliga machte er im August 2012, als er am ersten Spieltag jener Saison gegen den SV Wallern in der Startelf stand. Seinen ersten Treffer in der Regionalliga erzielte er im September 2012 bei einem 2:1-Sieg von St. Florian gegen den FC Gratkorn.
Zur Saison 2015/16 wechselte er zum Ligakonkurrenten SK Vorwärts Steyr. Mit Steyr stieg er 2018 in die 2. Liga auf. In der Aufstiegssaison 2017/18 erzielte er vier Tore in 19 Einsätzen.
Im Juli 2018 debütierte Himmelfreundpointner in der zweithöchsten Spielklasse, als er am ersten Spieltag der Saison 2018/19 gegen die SV Ried in der Startelf stand. Nach sechs Jahren in Steyr verließ er den Verein nach der Saison 2020/21 und wechselte zum viertklassigen ASK St. Valentin.